# Лалла Мессауда
Мессауда аль-Визкития (араб. مسعودة الوزكيتية‎; ум. 1591), известная также в Марокко как Лала Ауда (араб. للا عودة‎), а в западных источниках как Лалла Мессауда, — марокканская политическая деятельница из династии Саадитов, жена саадского султана Мохаммеда аш-Шейха и мать их сына султана Ахмада аль-Мансура. Она получила известность благодаря своей гуманитарной, благотворительной и политической деятельности.
Лалла Мессауда была дочерью правителя касбы Варзазата, шейха Абу аль-Абааса Ахмеда ибн Абделлы аль-Визкити аль-Варзази, сыгравшего свою роль в установлении саадского правления над регионом Сус-Драа. Она почитается как валия, или праведница.

## Имя
Масуда аль-Визкития широко известна в Марокко как Лала Ауда (араб. للا عودة‎), что означает Возвращающаяся госпожа, поскольку она часто путешествовала по отдалённым районам сельской местности, становясь их покровительницей и принося им удачу. Её также называли ас-Сайидой аль-Хуррой (араб. السيدة الحرة‎, Свободной госпожой) и Фениксом Сахары (араб. عنقاء الصحراء‎).

## Биография
Лалла Мессауда основала мечети и школы изучения Корана, в том числе мечеть Баб Дуккала. Мечеть Лала Ауда в Мекнесе также носит её имя, как и прилегающая площадь Лалла Ауда.
Она также стремилась улучшить дороги в государстве, особенно в сельских районах, чтобы соединив их с городскими центрами, их жители могли получить доступ к таким благам цивилизации, как здравоохранение и образование. Ей приписывают строительство моста через реку Умм-эр-Рбия.
Лалла Мессауда выполняла роль советника по административным вопросам при своём сыне Ахмаде аль-Мансуре. Так, она рекомендовала ему обратиться за помощью к османскому султану Селиму I/
Она поддерживала бедные сельские общины посредством экономической помощи и поддержки мелких ремесленников и торговцев. Лалла Мессауда также способствовала заключению браков между молодыми людьми для укрепления этих сообществ, обеспечивая приданым, оплачивая расходы на свадьбу и решая другие финансовые трудности, мешающие им вступать в брак.
Лалла Мессауда тщательно документировала результаты своей деятельности и вела учёт благотворительных пожертвований.

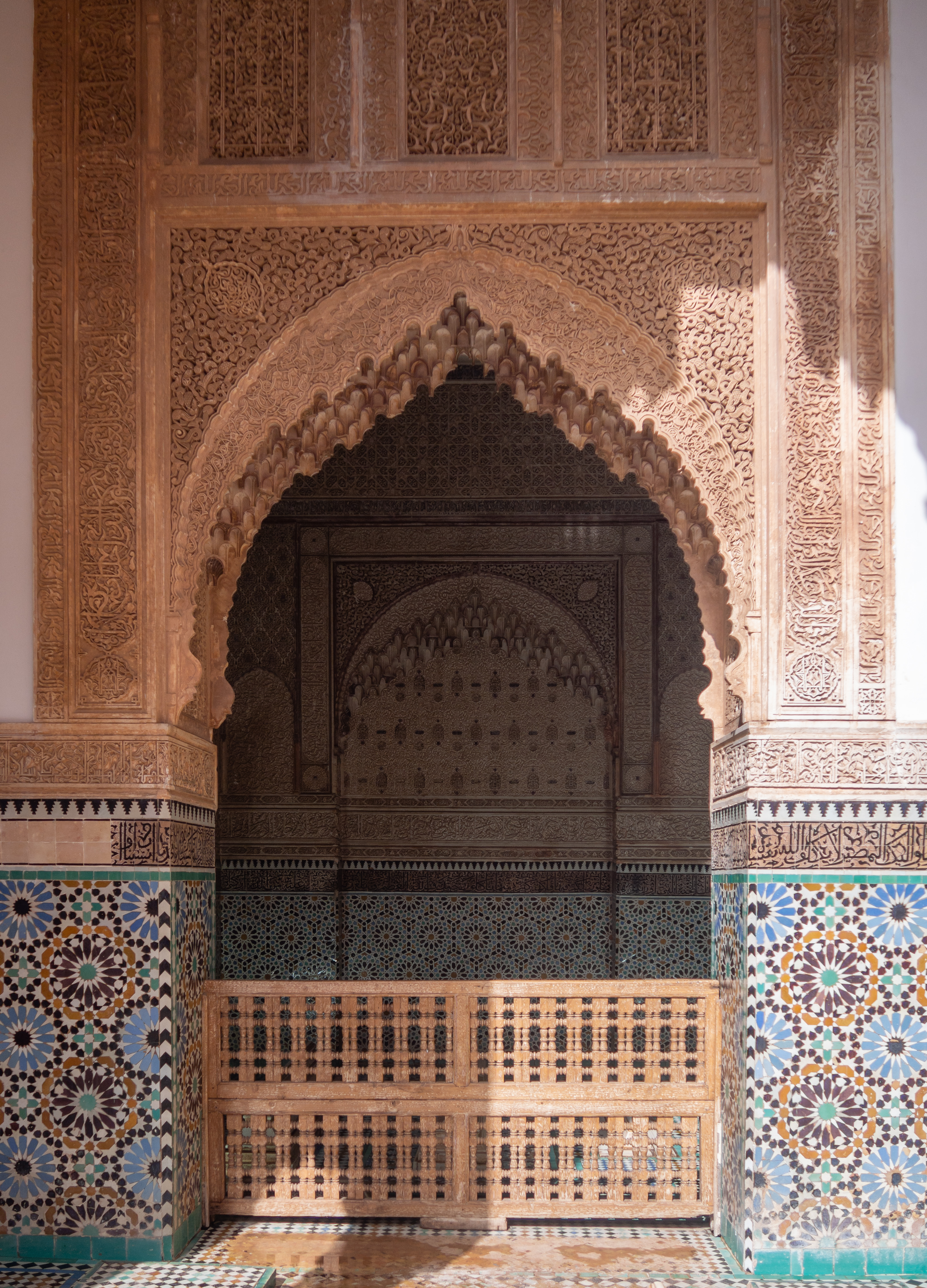
Гробница Лаллы Мессауды в усыпальнице Саадитов в Марракеше

Гробница Лаллы Мессауды является старейшей в усыпальнице Саадитов в Марракеше.
Марракешский историк Аль-Аббас ибн Ибрагим ас-Самлали записал в своей энциклопедии «Сведения об известных людях Марракеша и Агмата»:

Стольким сиротам она помогла, 
и стольким вдовам она снова вышла замуж, 
и так много милостыни она раздала, 
 и так щедро она соединила
Оригинальный текст (ар.)فكم جهزت من يتامى
وكم زوجت من أيامى
وكم بذلت من صدقات
وكم أجزلت من صلات